# Праздники Мадагаскара
На Мадагаскаре праздниками являются следующие дни:
- 29 марта — День памяти героев, годовщина восстания 1947 года (подавленного в 1948 году) против французского господства[1].
- 26 июня — День Независимости Малагасийской Республики; в этот день в 1960 году была провозглашена независимость Малагасийской республики[2][3].
- 1 ноября — Собор всех святых; как и во многих других странах, праздник посвящён памяти умерших. Главный способ празднования этого дня — перезахоронение праха предков[4] (по другим источникам, перезахоронение, «фамадихана»[5], производится с июля по сентябрь[6]).
- 30 декабря — День Республики Мадагаскар, годовщина образования Республики[2].

Так как около половины населения страны являются христианами (примерно поровну католиков и протестантов), в стране празднуются также и общехристианские праздники.